# Premià de Dalt
Premià de Dalt ist eine katalanische Stadt in der Provinz Barcelona im Nordosten Spaniens. Sie liegt in der Comarca Maresme.

## Einzelnachweise

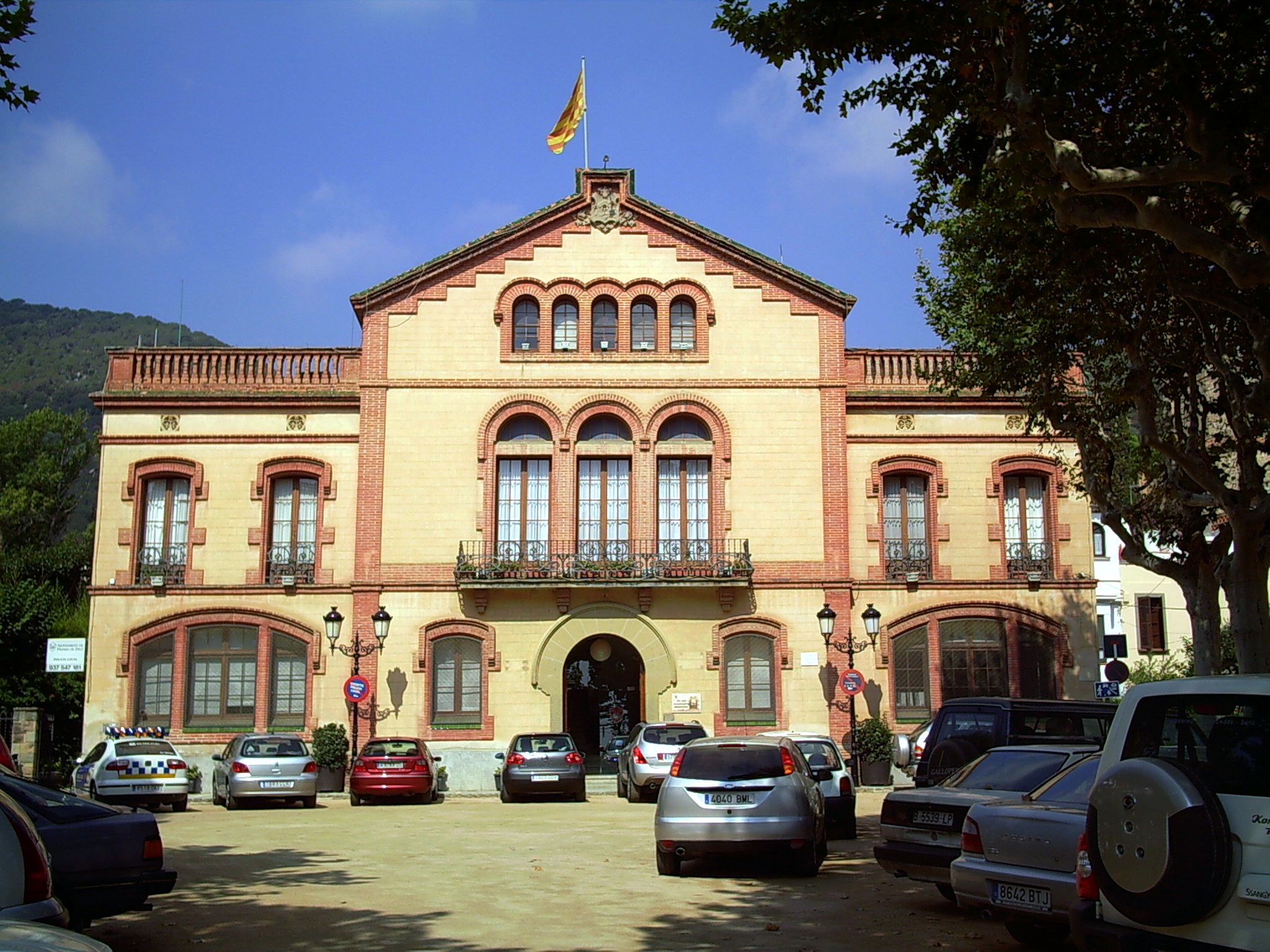
Rathaus von Premià de Dalt (1914)

## Söhne und Töchter der Stadt
- Arnau Martínez (* 2003), Fußballspieler